# 当她入眠乐队
沉睡伊人（英語：While She Sleeps，直譯為當她入眠）是英國金屬核樂團，2006年成立於謝菲爾德。樂團陣容為主唱勞倫斯·泰勒、主奏吉他手西恩·隆恩、節奏吉他手麥特·威爾許、貝斯手亞蘭·麥肯錫、鼓手亞當·薩維奇。他們目前是英國的獨立樂團，並分別與美國的銳音唱片和澳大利亞的標準唱片簽約。他們的第一張作品是2010年發行的迷你專輯《荒蕪北境》。2012年發行第一張錄音室專輯《撒旦魔咒》、2015年發行第二張錄音室專輯《狂音穿腦》、2017年發行第三張錄音室專輯《你也是凡人》。在2012年Kerrang!音樂獎中，樂團榮獲「最佳英國本土新秀獎」。

## 歷史

### 組建與《荒蕪北境》（2006 - 2011年）
2006年在英國謝菲爾德近郊，主唱喬丹·威多森、鼓手亞當·薩維奇、貝斯手亞蘭·麥肯錫、吉他手西恩·隆恩及麥特·威爾許組建了沉睡伊人。在這支樂團成立之前，這五位成員就已經在不同的樂團中一起演奏過，麥特·威爾許表示：「沉睡伊人是我們離開學校後遇到最棒的夥伴，我們是一個非常緊密的團體」。經過幾次的現場表演後，大部分成員在2009年決定全神貫注在樂團裡，成為全職樂手。然而，由於主唱喬丹·威多森決定繼續工作賺錢，選擇離開了樂團。隨著新主唱勞倫斯·泰勒加入，樂團開始在自家創作迷你專輯，並持續進行表演，地點遍及英國後，他們也進入歐洲國家演出。隨著樂迷不斷增加，樂團在2010年7月26日透過小鎮唱片發行迷你專輯《荒蕪北境》。6月24日，沉睡伊人在家鄉舉行一場專輯發行會，隨後在2010年展開巡迴演唱會，期間受邀登上了音球音樂節。10月份，他們與傲戰唱片簽署合約，在美國發行唱片。
隨著迷你專輯的發行，以及廣泛的巡迴演唱會下，沉睡伊人受歡迎的程度不斷升高，媒體和唱片公司的興趣也隨之增加。2011年2月15日，樂團在麥達維爾錄音棚錄製了英國廣播公司廣播一台的現場表演節目。2011年，樂團一邊巡演一邊創作新作品。3月15日，透過傲戰唱片發行單曲〈信任與欺騙〉。5月4日，沉睡伊人受邀擔任飛越地平線的暖場團。同年夏季，樂團受邀到歐洲的幾個音樂節中表演，並在8月底在愛爾蘭擔任飛越地平線兩場表演的暖場團。同時，飛越地平線邀請沉睡伊人參加8月至10月份的美國巡演行程。不過後來因為通關問題不得不取消美國的演出。10月，樂團在英國和歐洲舉行了自己第一次大型巡迴演唱會。

### 《撒旦魔咒》（2012 - 2014年）

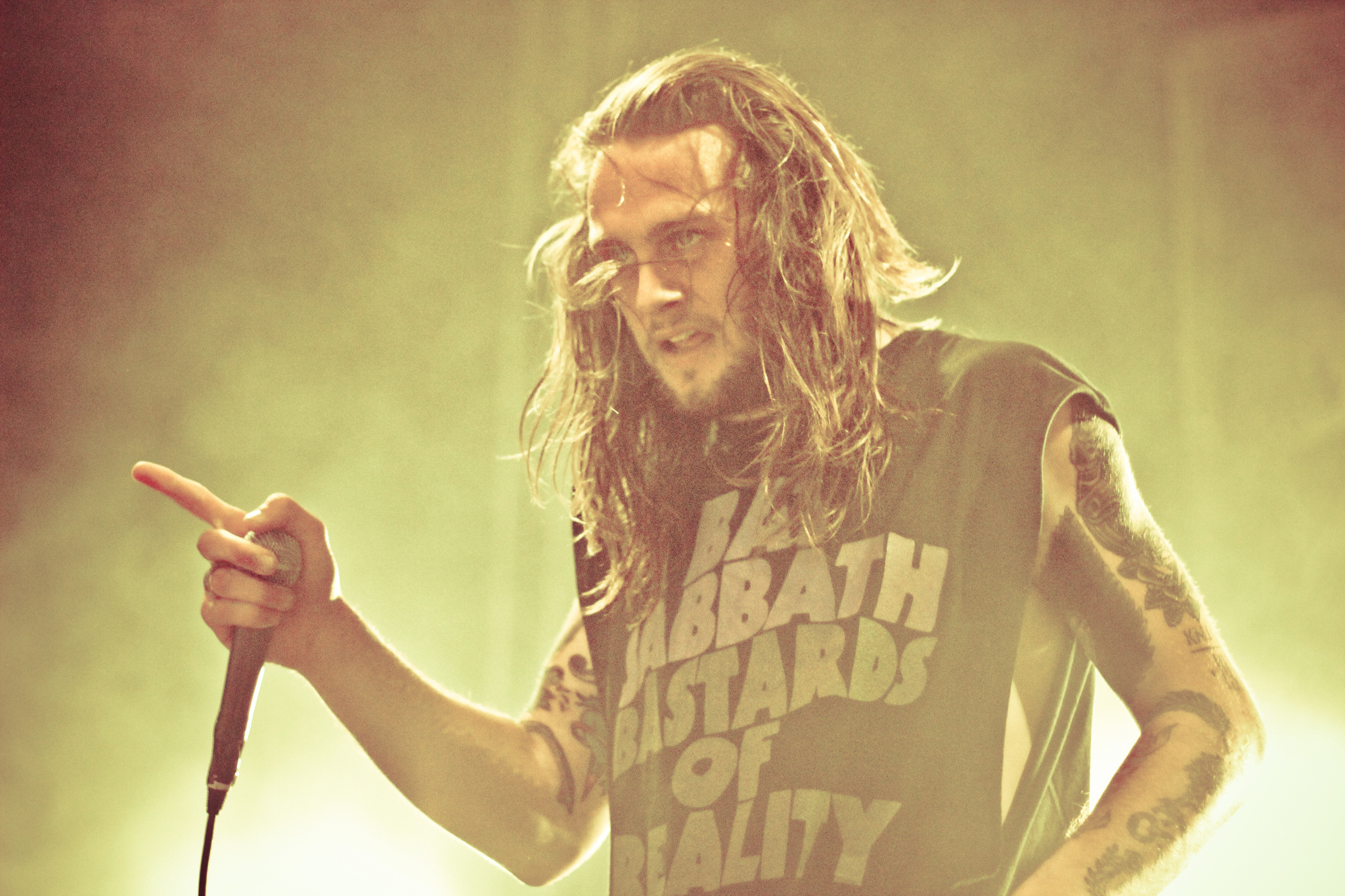
2012年，勞倫斯·泰勒在龐克搖滾狂歡節的表演。

2011年11月1日，樂團開始錄製第一張專輯，與製作人卡爾·布恩合作。他們首先在英國林肯郡錄音，之後轉移到切斯特菲爾德錄製其餘的部分、鋼琴的部分則前往威爾斯錄製。錄音結束後，樂團於2012年2月展開英國巡演，包括Kerrang!巡迴演唱會，與光宗耀祖、暈眩樂團等樂團同場。3月27日，樂團宣布與突襲唱片簽約，由該公司發行即將推出的首張專輯。4月4日，英國音樂雜誌《Kerrang!》透露了首張專輯的名稱和發行日期，但後來實際發行日期又延後了數日。
5月13日，專輯主打歌〈撒旦魔咒〉發行為單曲。與此同時，樂團展開了英國和歐洲各地的巡迴演出，包括他們第一次受邀參加了下載音樂節。7月底至8月初，樂團第一次到澳大利亞進行巡迴演出。2012年6月7日，樂團榮獲2012年Kerrang!音樂獎「最佳英國本土新秀獎」。2012年8月13日，發行第一張錄音室專輯《撒旦魔咒》，登上英國專輯排行榜第27名。9月，樂團持續英國巡演行程，10月在歐洲演出。2013年初，第一次受邀登上了澳大利亞聲浪音樂節。接著，樂團在美國、加拿大和英國擔任飆風大道樂團的暖場團，以及登上乖戾巡迴音樂節。

### 主唱的喉嚨手術、《狂音穿腦》、《你也是凡人》（2014年 - 至今）

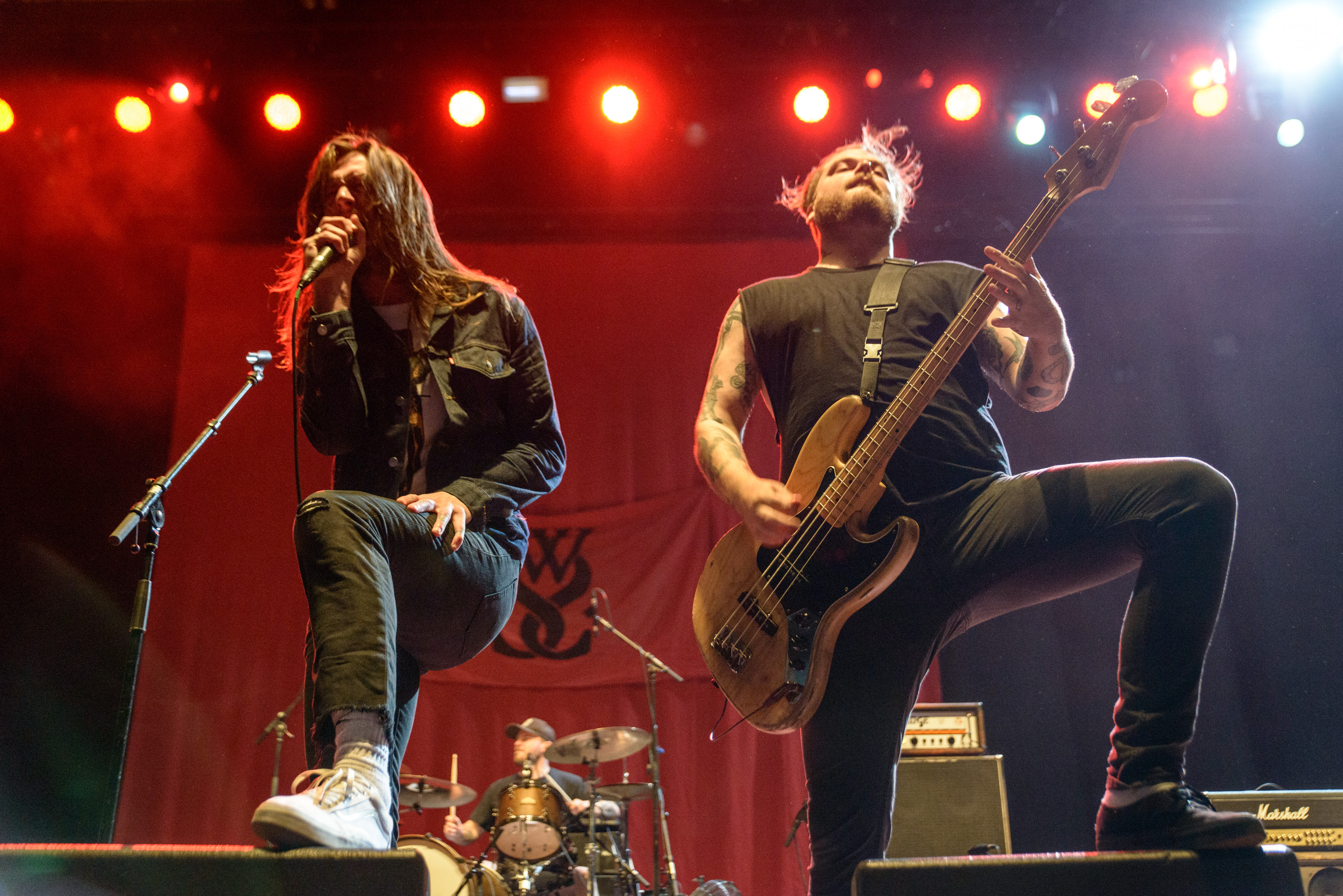
2016年的沉睡伊人，左為主唱勞倫斯·泰勒、右為貝斯手亞蘭·麥肯錫。

在乖戾巡迴音樂節期間，樂團表示他們已經開始創作第二張專輯。2013年下半年，主唱勞倫斯·泰勒因為長期用力過度、聲帶受損，導致樂團取消了2014年的演出，讓他進行喉嚨手術以及休養康復。2015年3月23日，第二張錄音室專輯《狂音穿腦》，登上英國專輯排行榜第29名。為了宣傳這張專輯，樂團於2015年4月與癌症蝙蝠舉行聯合巡迴演出。並參加了該年度的乖戾巡迴音樂節。
2016年7月，樂團展開第三張專輯的錄製工作。11月20日，發行新單曲〈暴風〉。2017年4月21日，發行第三張錄音室專輯《你也是凡人》，登上英國專輯排行榜第8名。與此同時，專輯中的〈無聲勝有勝〉也發行為單曲，這首歌邀請了飛越地平線主唱奧利佛·塞克斯客串獻聲。隨後樂團在英國和愛爾蘭舉辦為期一個月的巡演。

## 音樂風格
沉睡伊人的音樂經常被音樂評論家歸類為金屬核。成員表示，他們受到許多後硬核、硬核龐克和另類金屬樂團的音樂影響，例如三倍樂團、滑結樂團、幽浮一族、叛客魔咒、東山再起、絞刑樂團及艾力克斯之火。他們通常使用降調吉他定弦、厚實的貝斯音調、嘶吼唱腔和快速的鼓節奏，爾偶會有鋼琴及旋律性的吉他彈奏。當被問及首張迷你專輯《荒蕪北境》和首張錄音室專輯《撒旦魔咒》之間的差異時，吉他手麥特·威爾許表示，兩張作品並沒有大幅的改變，他說：「音樂很重，但它也具有旋律性」。

## 獎項

### Kerrang!音樂獎
| 年份 | 獲提名   | 獎項               | 結果 |
| ---- | -------- | ------------------ | ---- |
| 2012 | 沉睡伊人 | 最佳英國本土新秀獎 | 獲獎 |

## 成員列表

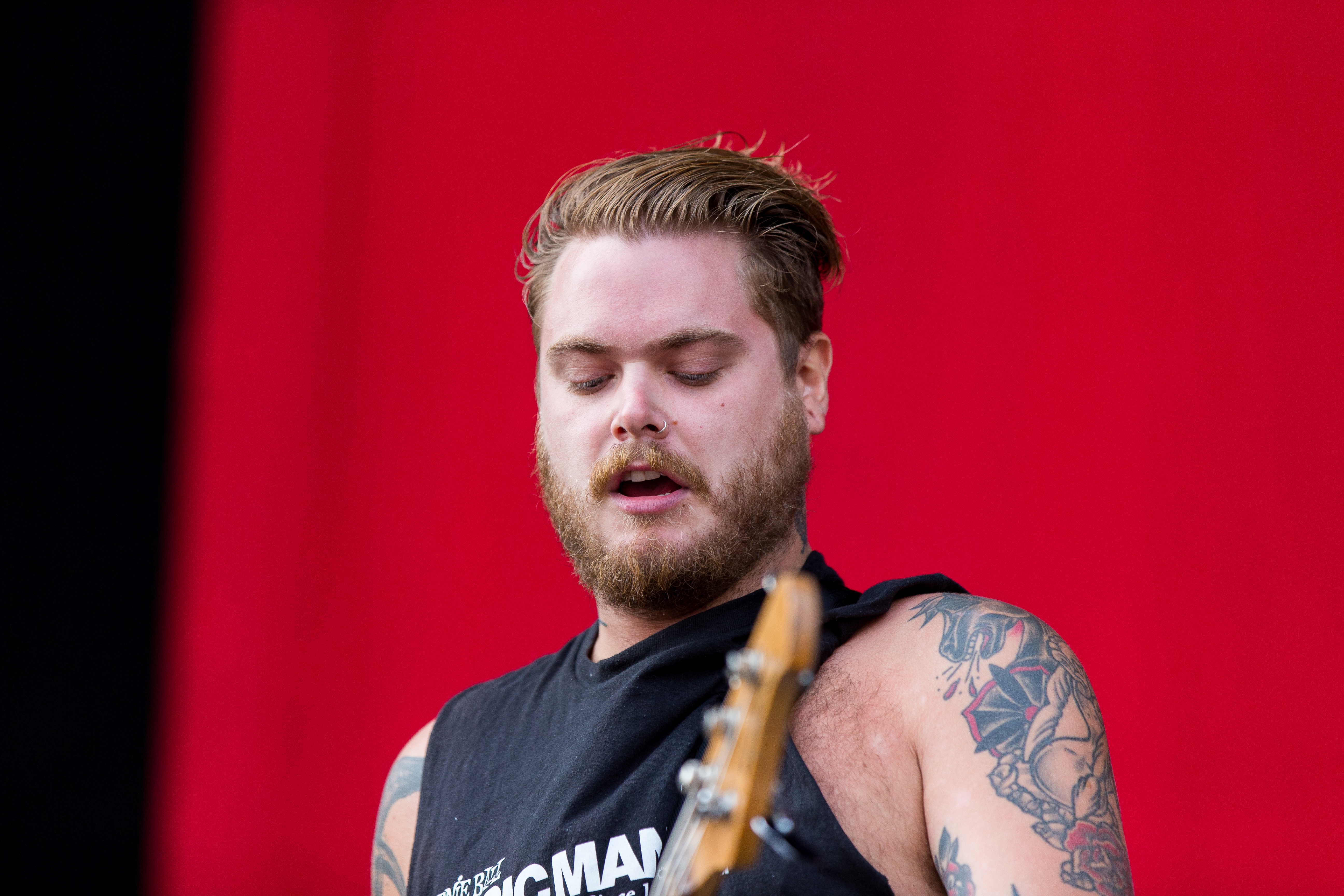
亞蘭·麥肯錫
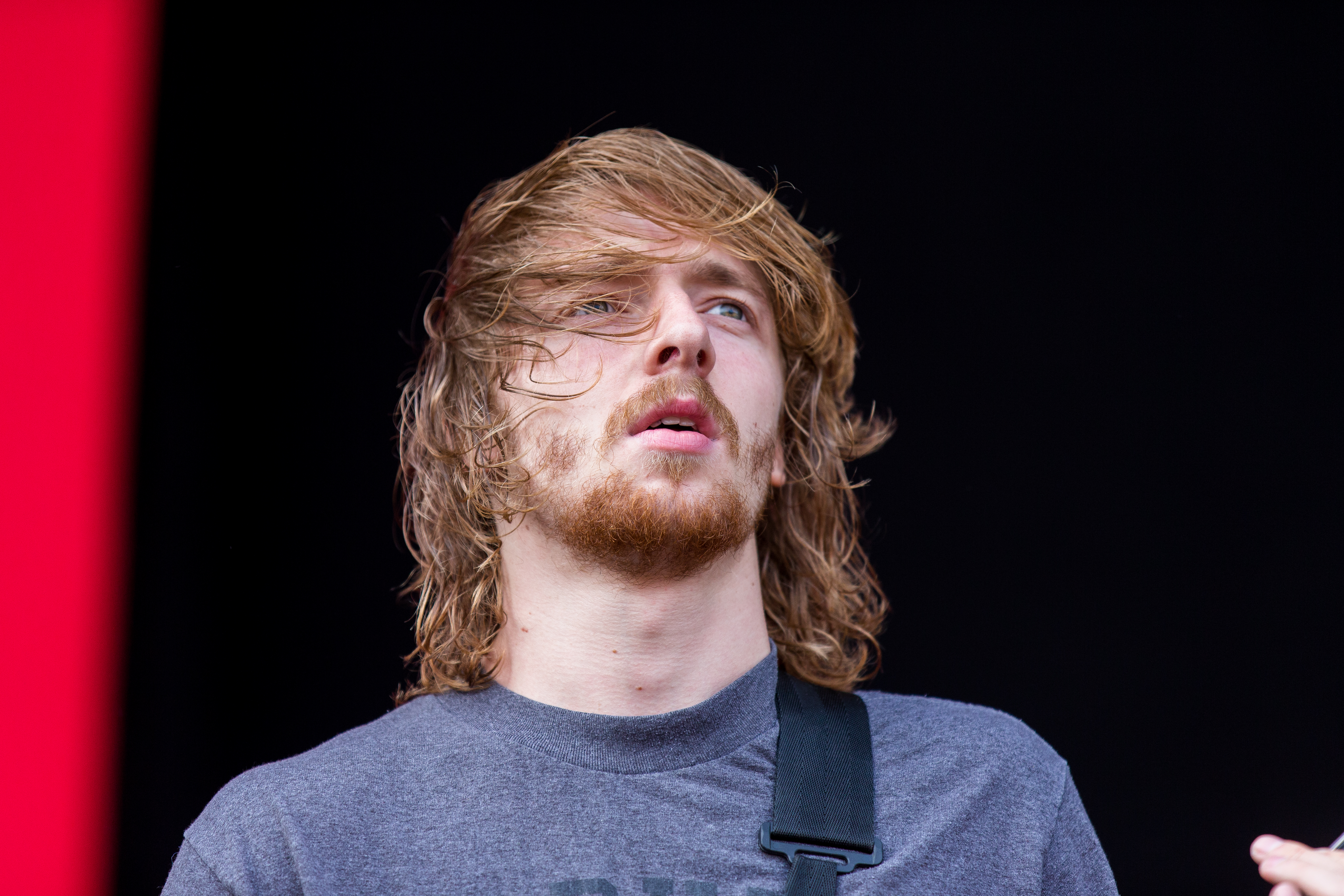
西恩·隆恩
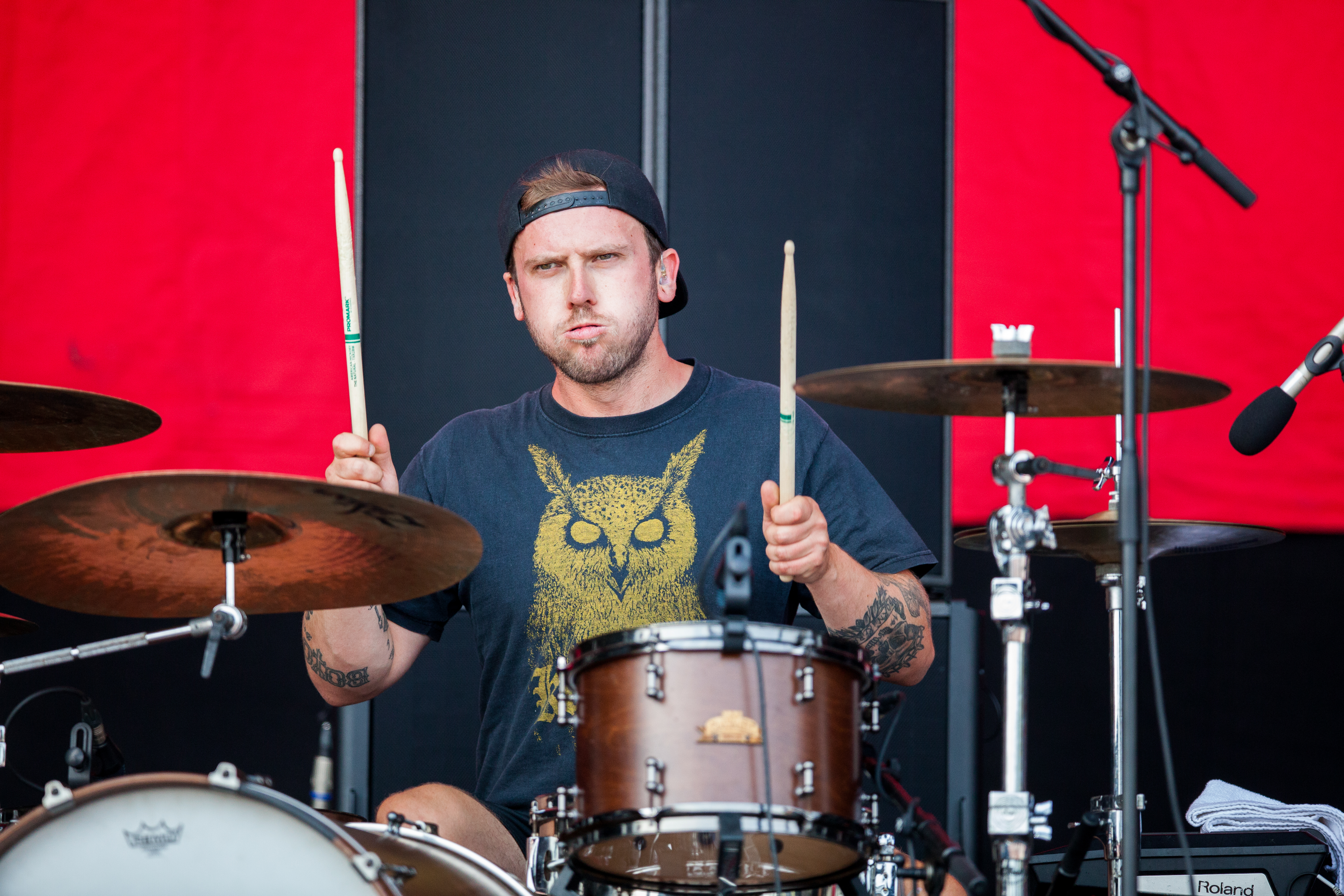
亞當·薩維奇
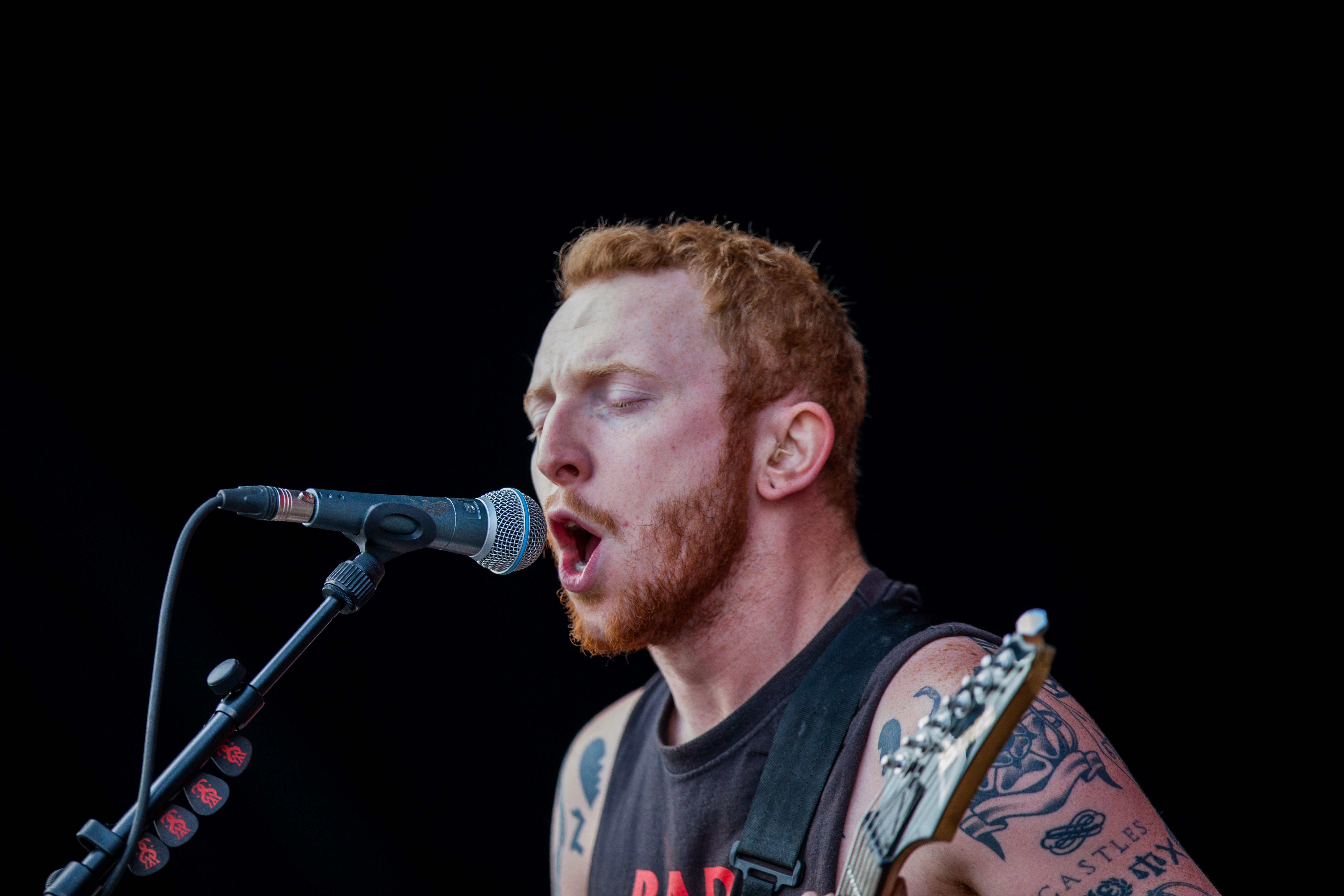
麥特·威爾許
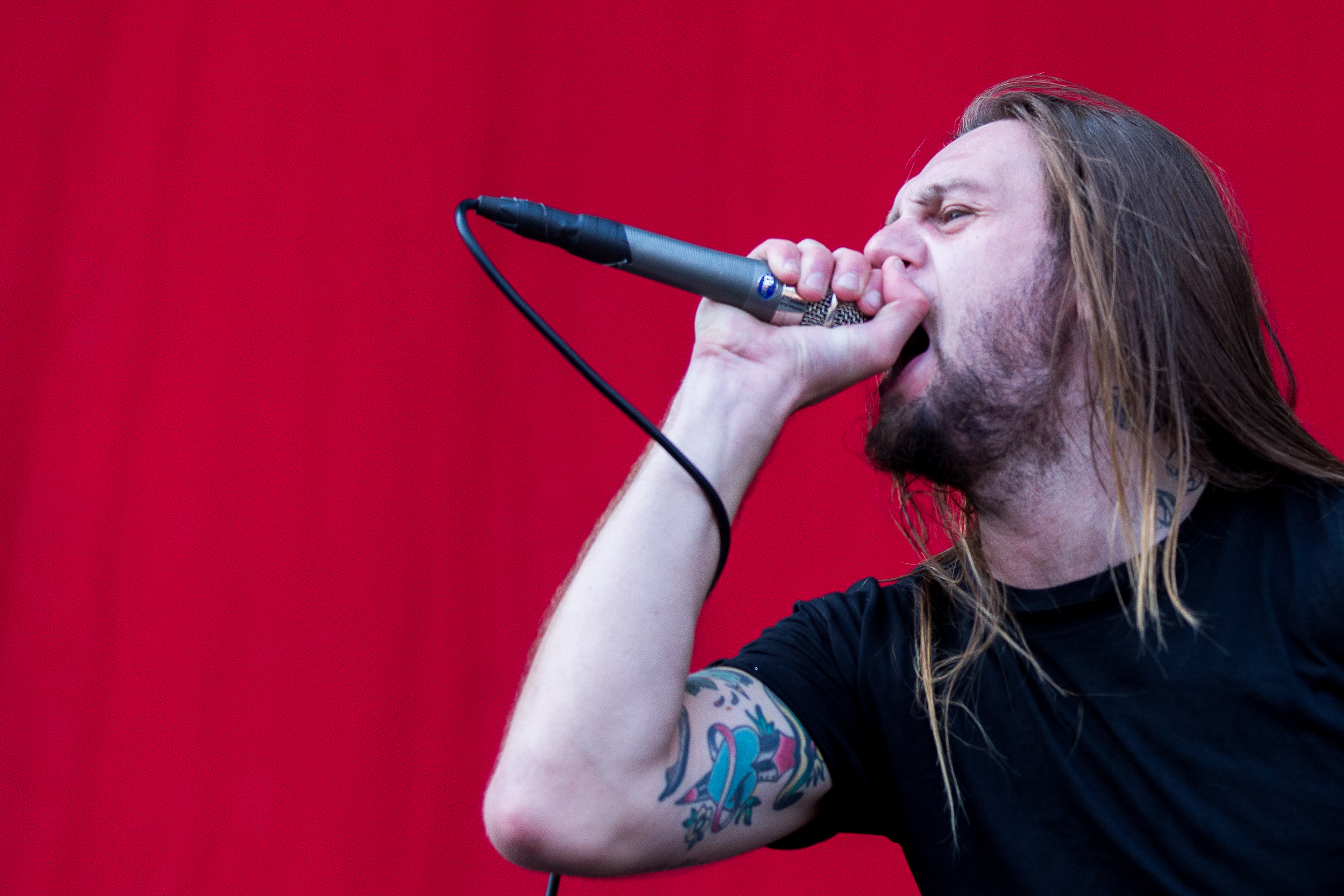
勞倫斯·泰勒

| - 亞蘭·麥肯錫 – 貝斯手、和聲（2006年 - 至今） - 西恩·隆恩 – 主奏吉他、和聲（2006年 - 至今） - 亞當·薩維奇 – 鼓、打擊樂器（2006年 - 至今） - 麥特·威爾許 – 節奏吉他、主唱、鋼琴（2006年 - 至今） - 勞倫斯·泰勒 – 主唱（2009年 - 至今） | - 喬丹·威多森 – 主唱（2006 - 2009年） |

## 作品

### 錄音室專輯
- 撒旦魔咒（英语：This Is the Six）（2012年8月13日）
- 狂音穿腦（英语：Brainwashed (While She Sleeps album)）（2015年3月23日）
- 你也是凡人（英语：You Are We）（2017年4月21日）
- 那又怎样？（英语：So What? (While She Sleeps album)）（2019年3月1日）
- 沉睡社群（英语：Sleeps Society）（2021年4月16日）
- 自我地狱（英语：Self Hell）（2021年3月29日）

### 迷你專輯
- 荒蕪北境（英语：The North Stands for Nothing）（2010年7月26日）

## 外部連結
- 官方网站
- 沉睡伊人的Facebook專頁
- 沉睡伊人的X（前Twitter）
- 沉睡伊人的Instagram帳戶
- 沉睡伊人官方Youtube頻道 （页面存档备份，存于）
- 沉睡伊人iTunes頁面 （页面存档备份，存于）
- 沉睡伊人PledgeMusic頁面 （页面存档备份，存于）
- 沉睡伊人Songkick頁面 （页面存档备份，存于）